# José María Martín Domingo
José María Martín Domingo (Maó, 23 mei 1887 – Madrid, 16 juli 1961) was een Spaans componist, dirigent en trompettist.

## Levensloop
Martín Domingo werd muzikaal opgeleid door zijn vader Cecil Martín, een militaire muzikant in de banda van het regiment op het eiland Minorca en kreeg al op vijfjarige leeftijd solfègeles. Toen hij negen was kwam hij in het internaat San Bernardo in Madrid en kreeg aldaar trompetles door José Chacón en op diens advies studeerde hij bij Tomas Coronel aan het Real Conservatorio Superior de Música de Madrid. Door de dirigent Emilio Vega van de Banda de Alabarderos werd hij opgeleid in compositie, contrapunt en fuga. Op 14-jarige leeftijd werd hij trompettist in de Banda del Batallón de Cazadores de Barbastro in Madrid (1903-1904) en in het volgende jaar werd hij lid van de Banda del Real Cuerpo de Alabarderos (1904-1909). 
Al spoedig werd hij als trompetvirtuoos door de orkesten van de opera en zarzuelatheaters in Madrid uitgenodigd. Op advies van Tomas Coronel speelt hij in het Orquesta del Teatro Real en diens dirigent Ricardo Villa González neemt hem als kornettist over in de door hem in 1909 mee opgerichte Banda Municipal de Madrid. Onder Maestro Villa ontwikkeld hij zich tot een uitstekend muzikant en dirigent, omdat hij meerdere malen de tweede dirigent Miguel Yuste bij optredens van de banda vervangt. Hij dirigeert verschillende blazersgroepen bij optredens in Madrileense cafés, bijvoorbeeld "San Isidro", "Atocha", "Casa Fabas" en "Hotel Nacional", en toenemend brengt hij bij deze gelegenheden eigen werken met groot succes in première (paso dobles, polka's, walsen, habanera's en mazurka's), die spoedig erg populair worden. 
In 1918 werd hij militaire kapelmeester van een kapel, die gestationeerd was in Santa Cruz de Tenerife. Aldaar verzorgde hij talrijke openbare concerten met zijn militaire muziekkapel. Hij richtte koren op en componeerde werken zoals Ven, Cirila, ven, Icod, paso dobles over motieven van de Canarische Eilanden, El Desfile, El Coronel Mayorga ezv. Nadat Miguel Yuste was overleden naam hij bij het militair ontslag en werd tweede dirigent van de Banda Municipal de Madrid, waar hij - verdeeld over meerdere periodes - rond 30 jaar bleef. Hij combineerde dit met zijn werkzaamheden als componist. Martín Domingo was bevriend met bekende persoonlijkheden vanuit de literatuur en kunst zoals Carlos Arniches y Barrera, Francisco de Cossío Martínez-Fortún, Jacinto Guerrero y Torre, Federico Moreno Torroba en Mariano Benlliure y Gil.  
Hij werd in 1953 bekroond met de zilveren medaille van de stad Madrid en jaren ervoor met de medaille van Parijs. 

## Composities

### Werken voor Banda (harmonieorkest)
- 1912 Lagartijilla, paso doble - opgedragen aan Fernando Romero[1]
- 1919 ¡Ven, Cirila, ven! (La Cirila), paso doble - tekst: Manuel Álvarez
- 1930 Corazón gitano, paso doble[2]
- 1930 El capote de lujo, paso doble - tekst: Francisco Moya Rico en Juan Colorado
- 1930 Marcial, ¡eres el más grande!, paso doble - opgedragen aan Marcial Lalanda - tekst: Josefa Porras Lamas[3]
- 1932 Portorriqueñas, rumba - tekst: Alejo León Montoro
- 1953 Peña Taurina Vitoriana, paso doble
- ¡Ahí va eso!, couplet
- Álvaro Domecq, paso doble
- Allá en La Habana, habanera - tekst: Alejo León Montoro
- ¡Ay Tomasa!, paso doble
- Baldomera, paso doble - tekst: Alejo León Montoro
- Basilisa, wals - tekst: Francisco Machado
- ¡Ciriaco!, schottisch - tekst: Alejo León Montoro
- De Lavapiés schottisch
- Diana republicana, mars
- Dolores la presumida, - tekst: Mariano Calvo del Río
- El Coronel Mayorga, mars
- El Desfile, paso doble
- Escuga amigo, tango
- Icod, paso doble
- La Kermés de las Vistillas, pasacalle madrileño[4]
- La mujer es un demonio, java pericón
- Lliria, paso doble
- Los Dos Adolfos, paso doble[5]
- Lusarreta, pasacalle madrileño
- Melitona, paso doble - tekst: Francisco Moya Rico en Juan Colorado
- ¡Suena, campana!, wals
- Victoriano de la Serna, paso doble - tekst: Josefa Porras Lamas
- Ya se me olvidó!, one-step - tekst: Alfredo Corral Moraleda
- Yo quiero ver Chicago, charlestón